# 霧社血斑天牛
霧社血斑天牛（学名：Hemadius oenochrous），又名櫻紅天牛、霧社深山天牛、樱红闪光天牛或樱红肿角天牛，為天牛科絨毛山天牛屬的動物，分布於中國西藏與副熱帶地區省分、臺灣、越南與寮國，主要取食櫻屬植物，但也有蛀食桃屬、李屬等其他薔薇科植物樹幹的紀錄。
霧社血斑天牛棲息於海拔500至1500公尺左右的闊葉林，平時在寄主植物上活動，但並不進食；幼蟲則會使寄主枯死。體長可能約3至6公分左右，黝黑的體表上布滿紅色且有光澤的絨毛，觸角約3至5節端部膨大。

## 台灣的保育類
在台灣的霧社血斑天牛數量曾經因濫捕而岌岌可危，在當時屬於二級保育類（珍貴稀有野生動物），後來由於近年觀光產業的發展，人類將霧社血斑天牛的食物之一鐘花櫻桃因觀賞價值而大量栽種，使其族群的分布意外擴張，但也為此，霧社血斑天牛的保育等級在2010年被重新修正，自保育物種的二級保育類降至三級保育類。